# 1066년

## 연호
- 북송(北宋) 치평(治平) 3년
- 요(遼) 함옹(咸雍) 2년
- 일본(日本) 지랴쿠(治暦) 2년
- 서하(西夏) 공화(拱化) 4년
- 리 왕조(李朝) 쯔엉타인자카인(彰聖嘉慶) 8년 / 롱쯔엉티엔뜨(龍彰天嗣) 원년

## 기년
- 고려(高麗) 문종(文宗) 20년
- 북송(北宋) 영종(英宗) 3년
- 요(遼) 도종(道宗) 12년
- 서하(西夏) 의종(毅宗) 18년
- 리 왕조(李朝) 성종(聖宗) 13년

## 사건
- 2월 - 고려 문종(20), 개경의 운여창(양곡창고)에 화재가 발생해 몇 년 동안 저장해 두었던 많은 양곡이 모두 타버렸다. 이 사건을 계기로 문종은 방화를 전담할 금화원(禁火院)제도를 창설했다. 이 제도는 한국역사상 최초의 소방행정제도로 평가받는다.
- 9월 25일 - 스탬퍼드브리지 전투에서 영국의 해럴드 2세가 노르웨이의 하랄 3세를 격파.
- 9월 28일 - 노르만인의 잉글랜드 정복: 정복왕 윌리엄이 600여 척의 배를 이끌고 잉글랜드를 침략하다.
- 10월 14일 - 헤이스팅스 전투

## 사망
- 10월 14일 - 해럴드 2세, 영국의 국왕.